# Dorothy DeLay
Dorothy DeLay (ur. 31 marca 1917 w Medicine Lodge, zm. 24 marca 2002 w Upper Nyack w stanie Nowy Jork) – amerykańska skrzypaczka i pedagog, związana przez większość życia z Juilliard School, gdzie najpierw studiowała (1937–1945), a następnie wykładała (1948–2002).
W 1936 przez rok studiowała u Raymonda Cerfa w Oberlin College, a następnie u Michaela Pressa na Uniwersytecie Stanu Michigan (dyplom Bachelor of Arts w 1937) oraz Raphaela Bronsteina i Louisa Persingera w Juilliard School w latach 1937-45.
W latach studenckich założyła Stuyvesant Trio z pianistką Helen Brainard i siostrą, wiolonczelistką Nellis oraz podróżowała z koncertami jako członkini All-American Youth Orchestra pod dyrekcją Leopolda Stokowskiego.
W 1946 zainteresowała się metodą Iwana Galamiana, którego była główną asystentką w Juilliard School przez ponad 20 lat (1948–1970), po czym sama zaczęła tamże prowadzić klasę skrzypiec (1970–2002), dzięki czemu uzyskała międzynarodową sławę.
Uczyła również w:
- Juilliard Pre-College Division (1948–2002)
- Sarah Lawrence College
- Cincinatti College Conservatory
- Meadowmount Music School (1948–1970)
- Aspen Music School (1971–2002)
- Philadelphia College of the Performing Arts (1977–1983)
- New England Conservatory (1978–1987)
- Royal College of Music (1987–2002).

Jako pedagog otrzymała wiele nagród, w tym:
- Artist Teacher Award od American String Teachers Association (1975)
- National Medal of the Arts (1994)
- American Eagle Award od National Music Council (1995)
- Stanford Medal od Uniwersytetu Yale (1997).

Uznawana za jednego z najwybitniejszych nauczycieli skrzypiec na świecie. Poświęcone zostało jej za życia wiele artykułów i filmów dokumentalnych, a także książka B.L. Sand Teaching Genius: Dorothy DeLay and the Making of a Musician (Portland, 2000).
Do jej uczniów należą Sarah Chang, Midori Gotō, Cho-Liang Lin, Shlomo Mintz, Itzhak Perlman.